# Angle de phase (astronomie)
Pour les articles homonymes, voir Angle de phase.

Schéma de l'angle de phase entre la Terre et la Lune.

L’angle de phase, en astronomie, est l’angle entre deux droites qui se rencontrent au centre d'un corps éclairé, l'une passant par la source lumineuse, l'autre par l'observateur.
L'angle entre ces deux droites est compris entre 0° et 180°. 
Il est nul lorsque les trois points sont alignés et que l'observateur est entre la source et l'objet observé (la source lumineuse éclaire "de face" l'objet, qui est en opposition pour l'observateur, c'est le cas de la pleine lune).
L'angle de phase est de 180° quand l'objet se trouve entre l'observateur et la source lumineuse (la source éclaire la "face cachée" de l'objet, 
c'est le cas de la nouvelle lune).
On a d'abord parlé de l'angle de phase de la Lune, observée depuis la Terre et éclairée par le Soleil. Le mot phase montre la référence aux phases de la Lune.
De la Terre, nous ne pouvons voir éclairées par le Soleil sous tous les angles de phases que la Lune, 
Mercure et Vénus.
L'angle de phase maximal des autres planètes est d'autant plus faibles que leur distance au Soleil est plus grande; pour Mars il est de 45°.
Le développement de l'astronomie d'observation a conduit à élargir cette définition: la source lumineuse peut être le Soleil ou une autre étoile, 
l'objet éclairé peut être n'importe quel corps céleste, du système solaire ou non,
et l'observation pouvant être faite via un instrument, situé sur la Terre ou non, par exemple une sonde spatiale.